# Стадион Кастелао
Стадион Кастелао је стадион у граду Форталеза у Бразилу. Изграђен је 1973, a 2012. је реновиран за Светско првенство у фудбалу 2014.. Капацитет стадиона је око 65.000 места.